# Tetraleurodes bambusae
Tetraleurodes bambusae là một loài côn trùng cánh nửa trong họ Aleyrodidae, phân họ Aleyrodinae.
Tetraleurodes bambusae được Jesudasan & David miêu tả khoa học đầu tiên năm 1991.